# Salafismo

Moschea salafita

La salafiyya (in arabo ﺳﻠﻔﻴـة‎?), o salafismo, è una scuola di pensiero sunnita hanbalita che prende il nome dal termine arabo salaf al-ṣaliḥīn ("i pii antenati") che identifica le prime tre generazioni di musulmani (VII-VIII secolo): i Ṣaḥābi (i "Compagni" di Maometto), i Tābiʿūn (i "Seguaci", la generazione successiva a quella del Profeta) e i Tābiʿ al-Tābiʿiyyīn ("Coloro che vengono dopo i seguaci", la terza generazione), tutti considerati dai salafiti modelli esemplari di virtù religiosa.
Punti di riferimento nella storia dei movimenti salafiti sono tre autori e studiosi della Sunna a cui è comunemente attribuito il titolo onorifico di "Shaykh al-Islam": Aḥmad b. Ḥanbal (780-855), Ibn Taymiyya (1263–1328) e Muḥammad b. ʿAbd al-Wahhāb (1703-1792).
Tra i movimenti islamici sunniti che hanno proposto linee interpretative del Corano vi sono oggi il movimento dei coranisti, dei movimenti liberali nell'islam e, per quanto poco noto, dai salafiti (vedi Riformismo islamico).
A volte viene considerato sinonimo della corrente teologica islamica denominata Ahl al-Hadith, diffusa nell'hanbalismo (uno dei madhab del sunnismo).

## Storia
Sebbene il termine salafi (in arabo سلفي‎?) sia ben attestato già nel periodo classico, essendo utilizzato da eminenti studiosi di ḥadīth come al-Dhahabi (1274–1348), per qualificare come "ortodossa" la posizione teologica di autori precedenti, l'accezione moderna di questo termine, secondo alcuni storici dell'Islam, fa riferimento innanzitutto a un movimento revivalistico sorto nella seconda metà del XIX secolo in Egitto, come reazione alla diffusione della cultura europea e con l'intento «di rivelare le radici della modernità all'interno della civiltà islamica». Questa definizione del salafismo si riconduce, in particolare, ad autori come Muḥammad ʿAbduh e Jamāl al-Dīn al-Afghānī al-Asadābādī, importanti intellettuali dell'Università al-Azhar e fondatori del movimento culturale e politico conosciuto come Iṣlāḥ (lett. "Riforma", da cui il movimento del riformismo islamico) e all'intellettuale siriano Rashid Rida.
Il termine salafismo è diventato nel tempo, tuttavia, abbastanza ambiguo, perché se inizialmente il movimento era decisamente aperto al confronto con l'Occidente non-musulmano (è nota la "Fatwā del Transvaal" di Muḥammad ʿAbduh - che suscitò la forte opposizione degli ambienti islamici più conservatori - che prendeva posizione sulla liceità per un musulmano di cibarsi in certe condizioni di carni di un animale non macellato secondo la normativa islamica), già nella seconda metà del XX secolo esso rappresentava di fatto un sinonimo del Wahhabismo.
Questa trasformazione non deve sorprendere più di tanto. Comune al primo salafismo e al fondamentalismo era infatti la volontà di affrancare il mondo islamico dalla sua sudditanza, psicologica e politica, nei confronti dell'Occidente non-musulmano, anche se le due correnti di pensiero divergevano poi decisamente per metodo e strumenti operativi. Sinteticamente si può dire che il Fondamentalismo abbia trovato alimento nel salafismo, allontanandosene essenzialmente per una diversa interpretazione della rivelazione coranica, ma non per le finalità da raggiungere.
Il salafismo delle origini era anch'esso un movimento profondamente e sinceramente religioso, che si batteva per il recupero di un Islam "puro" da incrostazioni sovrastrutturali, fautore di una lettura meno intellettualistica del Corano, ostile per un verso a una sua lettura troppo letteralistica, che rischiava concretamente di sfociare in vera e propria offesa alla ragione umana, ma per un altro verso anche alla dottrina di alcune correnti sufi, giudicata troppo ambigua e assertrice di una lettura esageratamente allegorica e potenzialmente fuorviante del portato coranico per essere accettata dai salafiti.
Molti salafiti di oggi pensano invece che la loro letterale lettura della Legge coranica sia non solo corretta ma più adeguata alle necessità del presente. Rifiutano la lettura fornita dai primi salafiti (i riformisti islamici) che a loro parere tracimava facilmente in una inammissibile «libera interpretazione» del testo sacro, preferendo fare riferimento piuttosto a figure fondamentaliste come Ibn Taymiyya − importante teologo ḥanbalita siriano del XIII secolo e fervente sostenitore del Jihād − e come Ibn Qayyim al-Jawziyya che ai teorici di fine Ottocento del movimento.
Una corrente numerosa del salafismo tra le due guerre mondiali guarda, quindi, con forte interesse all'opera ideologica del propagandista religioso Muḥammad b. ʿAbd al-Wahhāb, il cui richiamo alle pratiche delle prime generazioni di musulmani aveva dato origine al movimento wahhabita, un movimento fondamentalista iper-conservatore, profondamente legato - per tutta una serie di vicende storiche e politiche - alla casa regnante dell'attuale Arabia Saudita e che affronta il ritorno alle origini della Sunna in chiave del tutto anti-modernista.

## Connotazioni ideologiche del salafismo
Il movimento salafita, come affermatosi in Egitto all'inizio del XX secolo ad opera di Rashid Rida, vuole ricreare le condizioni in cui visse e agì il profeta Maometto (VII secolo) con i suoi fedeli Compagni. Da questo punto di vista appare corretto l'uso del sostantivo-aggettivo "salafita".
L'aspetto teoretico di maggior rilievo del salafismo è, pertanto, quello di un ritorno alle "fonti", la volontà di dar corso a una nuova interpretazione autentica (ijtihād) dei dati coranici e della Tradizione etico-giuridica (Sunna). Il movimento è anti-occidentale e apparentemente tradizionalista, ma in realtà può essere paradossalmente considerato un movimento di modernizzazione dell'Islam, visto che non ha timore di ricorrere allo strumento esegetico dell'ijtihād per affrontare le nuove fattispecie giuridiche che s'accompagnano ai processi di globalizzazione.

## Salafismo e radicalismo islamico
I primi segnali evidenti e ufficiali del mutamento ideologico e strategico del salafismo, da movimento "riformista" e tollerante a movimento "fondamentalista" e marcatamente ostile alla modernità, si possono forse riscontrare in Tunisia, verso gli anni trenta del XX secolo. Nel suo lemma «Salafiyya», su The Encyclopaedia of Islam, Werner Ende sottolinea, infatti, le espressioni di questo nuovo corso in diversi settori della società tunisina: innanzi tutto con l'organizzazione di “libere scuole” e di una nuova stampa periodica, gran parte della quale permeata di uno spirito wahhabita che era marcatamente insensibile al tradizionale retaggio culturale islamico formatosi nel corso della sua più che millenaria esistenza in Asia, Africa ed Europa, nonché nella forte sottolineatura della necessità di rapporti privilegiati con l'Oriente islamico, nel moralistico impegno contro i malesseri sociali e i “vizi” importati − secondo questi nuovi "salafiti" − dall'Occidente (alcolismo e prostituzione innanzi tutto), nella condanna dello scimmiottamento dell'Occidente e del suo femminismo, nell'ostracismo da decretare nei confronti delle missioni cristiane e nelle loro attività di proselitismo, nella ripulsa di organizzazioni come la Khaldūniyya, dell'YMMA (Young Men's Muslim Association, creata a imitazione della Young Men Christian Association) e infine della Società per la Difesa e l'insegnamento del Corano (peraltro di brevissima esistenza).
In Egitto, la trasformazione del salafismo avvenne nello stesso periodo, con l'avvento della cosiddetta “Neo-Salafiyya”. Nascono infatti la Jamʿiyyat al-Shubbān al-muslimīn (Organizzazione dei Giovani Musulmani) e la Fratellanza Musulmana, che non si rivolgono più a minoranze colte e "illuminate" (in qualche modo sensibili alla cultura occidentale) ma alle masse più incolte, impegnandosi in una profonda e capillare opera di "richiamo" (daʿwah) all'Islam, cioè di riavvicinamento alla fede e alle pratiche canoniche dell'Islam, inteso in senso anti-intellettualistico e conservatore; una visione praticamente opposta a quella del movimento delle origini.
Come conseguenza di questo percorso storico, a partire dalla seconda metà del XX secolo il salafismo verrà frequentemente associato alle espressioni più radicali del fondamentalismo islamico (che la stampa seguita a chiamare sommariamente "islamismo"). A partire dagli anni settanta del XX secolo, vi si richiamano infatti esplicitamente numerosi gruppi estremisti, come il Gruppo Salafita per la Predicazione e il Combattimento, sorto negli anni novanta in Algeria, e altre milizie jihādiste vicine ad al-Qāʿida.